# Hvarska nogometna liga 2000./01.
Hvarsku nogometnu ligu za sezonu 2000./01. je osvojio Južnjak iz Svete Nedjelje. 

Hvarska liga je predstavljala treći stupanj županijske lige u Splitsko-dalmatinskoj županiji, te ligu šestog ranga hrvatskog nogometnog prvenstva.

## Sustav natjecanja
Deset klubova igralo je dvokružnim ligaškim sustavom.

## Momčadi
- Jadran – Stari Grad
- Jelsa – Jelsa
- Južnjak – Sveta Nedjelja
- Levanda – Velo Grablje
- Mladost – Sućuraj
- Sloga – Dol
- SOŠK – Svirče
- Varbonj – Vrbanj
- Vatra – Poljica
- Vrisnik – Vrisnik

## Ljestvica
| Poz. | Momčad            | U  | P  | N | I  | G+ | G– | G+/– | Bod. |
| ---- | ----------------- | -- | -- | - | -- | -- | -- | ---- | ---- |
| 1.   | Južnjak (P)       | 18 | 12 | 5 | 1  | 36 | 13 | +23  | 41   |
| 2.   | Jelsa             | 18 | 12 | 4 | 2  | 47 | 24 | +23  | 40   |
| 3.   | Jadran Stari Grad | 18 | 11 | 2 | 5  | 54 | 20 | +34  | 35   |
| 4.   | Vrisnik           | 18 | 8  | 6 | 4  | 42 | 26 | +16  | 30   |
| 5.   | Levanda           | 18 | 6  | 7 | 5  | 25 | 20 | +5   | 25   |
| 6.   | Sloga Dol         | 18 | 7  | 3 | 8  | 27 | 32 | −5   | 24   |
| 7.   | SOŠK Svirče       | 18 | 6  | 4 | 8  | 25 | 29 | −4   | 22   |
| 8.   | Varbonj           | 18 | 4  | 4 | 10 | 32 | 48 | −16  | 16   |
| 9.   | Mladost Sućuraj   | 18 | 4  | 2 | 12 | 17 | 52 | −35  | 14   |
| 10.  | Vatra             | 18 | 0  | 3 | 15 | 14 | 58 | −44  | 3    |

## Rezultatska križaljka
| kratica | klub                   | JAD | JEL | JUŽ | LEV | MLA | SLO | SOŠK | VAR | VAT | VRI |
| --- | ---------------------- | --- | --- | --- | --- | --- | --- | ---- | --- | --- | --- |
| JAD | Jadran Stari Grad      |     | 1:2 | 1:2 | 1:1 | 5:0 | 5:0 | 5:2  | 5:1 | 5:0 | 3:2 |
| JEL | Jelsa                  | 0:6 |     | 4:1 | 0:2 | 1:0 | 4:2 | 3:0  | 1:1 | 4:0 | 8:3 |
| JUŽ | Južnjak Sveta Nedjelja | 1:0 | 0:0 |     | 1:1 | 4:1 | 2:0 | 2:1  | 1:0 | 3:0 | 1:1 |
| LEV | Levanda Veliko Grablje | 2:0 | 0:1 | 0:3 |     | 5:0 | 2:1 | 1:1  | 1:1 | 3:1 | 0:0 |
| MLA | Mladost Sućuraj        | 0:3 | 3:6 | 1:3 | 0:0 |     | 0:1 | 1:0  | 0:3 | 1:0 | 2:6 |
| SLO | Sloga Dol              | 0:3 | 1:1 | 1:3 | 4:1 | 4:0 |     | 1:1  | 5:2 | 2:1 | 0:2 |
| SOŠK | SOŠK Svirče            | 1:3 | 0:2 | 0:4 | 3:2 | 3:0 | 1:0 |      | 2:2 | 2:1 | 0:0 |
| VAR | Varbonj (Vrbanj)       | 3:2 | 2:6 | 1:1 | 1:3 | 0:3 | 0:3 | 2:1  |     | 7:1 | 2:4 |
| VAT | Vatra Poljica          | 2:5 | 2:2 | 1:4 | 0:0 | 2:2 | 1:2 | 0:3  | 2:5 |     | 0:4 |
| VRI | Vrisnik                | 1:1 | 0:2 | 0:0 | 2:1 | 9:0 | 0:0 | 0:4  | 4:2 | 4:0 |     |
| |                        |     |     |     |     |     |     |      |     |     |     |
| podebljan rezltat - utakmice od 1. do 9. kola (1. utakmica između klubova) rezultat normalne debljine - utakmice od 10. do 18. kola (2. utakmica između klubova) rezultat nakošen - nije vidljiv redoslijed odigravanja međusobnih utakmica iz dostupnih izvora rezultat smanjen * - iz dostupnih izvora nije uočljiv domaćin susreta prekrižen rezultat - poništena ili brisana utakmica p - utakmica prekinuta 3:0 p.f. / 0:3 p.f. - rezultat 3:0 bez borbe |                        |     |     |     |     |     |     |      |     |     |     |

 Izvori: